# Kyle Lowder
Kyle Brandon Lowder (ur. 27 sierpnia 1980 w Saint Louis) – amerykański aktor telewizyjny.

## Życiorys
Dorastał w Pleasantville, w stanie Nowy Jork, gdzie w 1998 ukończył szkołę średnią. Swoje umiejętności wokalne rozwijał w nowojorskim chórze oraz grał w zespole futbolu amerykańskiego. Uczęszczał na Syracuse University.
Debiutował na małym ekranie rolą Brady'ego Blacka w filmie telewizyjnym NBC Dni naszego życia w 35. rocznicę (Days of Our Lives' 35th Anniversary) z 2000 i operze mydlanej NBC Dni naszego życia (Days Of Our Lives) z lat 2000–2007, za którą w 2003 zdobył nominację do nagrody Emmy. Pojawił się także w sitcomie NBC Przyjaciele (Friends) z 2003 oraz jako Eric w serialu komediowym Cuts z 2006. W styczniu 2007 zastąpił Justina Torkildsena w roli Ricka Forrestera w operze mydlanej CBS Moda na sukces (The Bold and the Beautiful). Był czwartym głównym aktorem (po Stevenie Hartmanie, Jacobie Young i Justinie Torkildsenie) grającym tę rolę. W lutym 2011 ostatni raz pojawił się w serialu. Lowder w wolnych chwilach zajmuje się karierą muzyczną.

## Życie prywatne
3 sierpnia 2002 poślubił Arianne Zucker. Od sierpnia 2007 do lutego 2008 byli w separacji. Mają córkę Isabellę.